# Celtic Frost
Celtic Frost var ett schweiziskt black metal/thrash metalband. Celtic Frost spelar black/thrash av det tidiga slaget. Gruppen grundades av Tom G. Warrior och Martin Ain ur den nerlagda black metal gruppen Hellhammer.

## Historia
Zürich-baserade Celtic Frost (som fick sitt namn från orden på ett omslag med gruppen Cirith Ungol) bildades 1984. Gitarristen och sångaren Tom G. Warrior hade sedan tidigare ett starkt rykte genom sitt forna band Hellhammer. Skivkontrakt för det nya bandet gavs direkt utan inspelning av någon demo. Celtic Frost var ett av de tidiga banden att använda det som skulle kallas "Corpsepaint". Gruppens debuterade med miniplattan Morbid Tales och uppföljaren To Mega Therion har senare givit namn åt ett svenskt band, Therion. Efter ett ganska udda sidosteg med Cold Lake återvände Celtic Frost till sin ursprungliga stil med efterföljaren Vanity/Nemesis. Efter uppbrottet 1992 återförenades bandet och inspelningen av deras sjätte album Monotheist inleddes sent 2005, under överinseende av Peter Tägtgren, och gavs ut 2006. 

## Medlemmar
Senaste medlemmar
- Martin E. Ain (Martin Eric Stricker) – basgitarr, sång (1984–1985, 1986–1987, 1990–1993, 2003–2008; död 2017)
- Franco Sesa – trummor (2002–2008)

Tidigare medlemmar
- Isaac Darso (Ike Khakshouri) – trummor (1984)
- Stephen Priestly (Stephen Gasser) – trummor (1984–1985, 1988–1992)
- Tom G. Warrior (Thomas Gabriel Fischer) – sång, gitarr (1984–1993, 2001–2008)
- Dominic Steiner – basgitarr (1985)
- Reed St. Mark (Reid Cruickshank) – trummor (1985–1988, 1992–1993)
- Ron Marks – gitarr (1987)
- Curt Victor Bryant – basgitarr (1988–1990), gitarr (1990–1993)
- Oliver Amberg – gitarr (1988–1989)
- Erol Unala – gitarr (2001–2005)

Turnerande medlemmar
- Anders Odden – gitarr (2006–2007)
- V. Santura (Victor Bullok) – gitarr (2007–2008)

## Diskografi
Demo
- 1993 – Nemesis of Power
- 2002 – Prototype

Studioalbum
- 1985 – To Mega Therion
- 1987 – Into the Pandemonium
- 1988 – Cold Lake
- 1990 – Vanity / Nemesis
- 2006 – Monotheist

EP
- 1984 – Morbid Tales
- 1985 – Emperor's Return
- 1986 – Tragic Serenades
- 1987 – I Won't Dance
- 1990 – Wine in My Hand (Third from the Sun)

Singlar
- 1987 – "The Collector's Celtic Frost"
- 2006 – "Monotheist"
- 2017 – "Temple of Depression"

Samlingsalbum
- 1986 – Morbid Tales/Emperor's Return
- 1992 – Parched with Thirst Am I and Dying
- 2003 – Are You Morbid?
- 2017 – Innocence and Wrath

Video
- 1990 – Live at the Hammersmith Odeon 3.3.89 (VHS)

Annat
- 1985 – Metal Attack Vol. 1 (delad album: Helloween / Celtic Frost / Running Wild / Grave Digger / Sinner / Warrant)
- 1988 – Sounds Waves 1 (delad album: Kreator / Motörhead / Celtic Frost / Stupids)
- 1988 – "Tankard / Celtic Frost" (delad singel)